# Suc d'Ourseyre
Le suc d'Ourseyre est un suc situé dans le Massif central. Il s'élève à 1 489 mètres d'altitude au sein des monts du Vivarais. Il se trouve dans la commune de Saint-Andéol-de-Fourchades.